# Серизи
Серизи́ (фр. Cerizy) — коммуна во Франции, находится в регионе Пикардия. Департамент коммуны — Эна. Входит в состав кантона Рибмон. Округ коммуны — Сен-Кантен.
Код INSEE коммуны — 02149.

## Население
Население коммуны на 2010 год составляло 58 человек.
| 1962 | 1968 | 1975 | 1982 | 1990 | 1999 | 2010 |
| ---- | ---- | ---- | ---- | ---- | ---- | ---- |
| 82   | 84   | 86   | 62   | 64   | 48   | 58   |

## Экономика
В 2010 году среди 37 человек трудоспособного возраста (15—64 лет) 30 были экономически активными, 7 — неактивными (показатель активности — 81,1 %, в 1999 году было 78,8 %). Из 30 активных жителей работали 25 человек (11 мужчин и 14 женщин), безработных было 5 (4 мужчины и 1 женщина). Среди 7 неактивных 2 человека были учениками или студентами, 2 — пенсионерами, 3 были неактивными по другим причинам.